# Friedrich-Engels-Allee 146

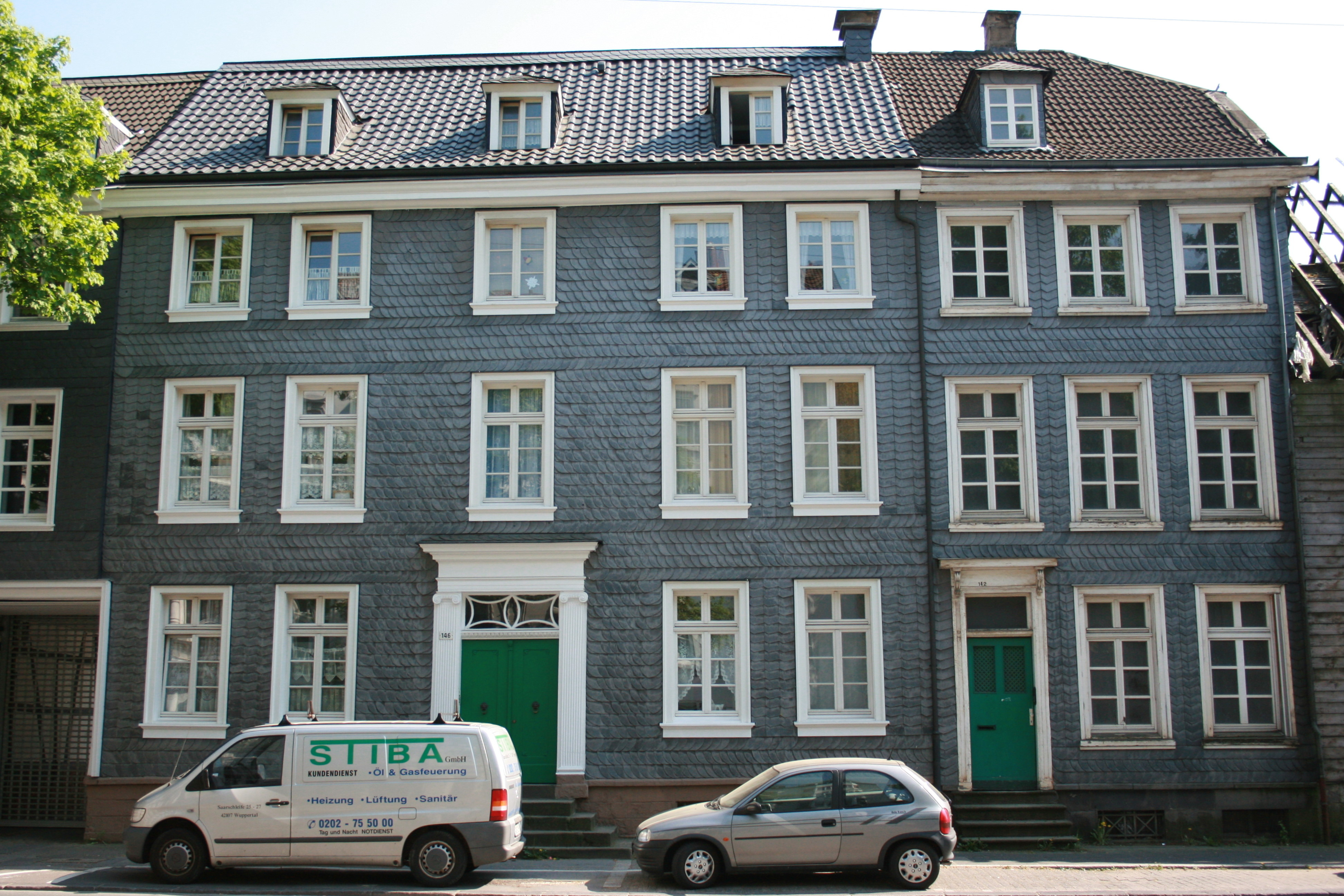
Friedrich-Engels-Allee 146 (links)

Das Wohnhaus Friedrich-Engels-Allee 146 ist ein denkmalgeschütztes Wohngebäude an der Wuppertaler Straße Friedrich-Engels-Allee im Ortsteil Unterbarmen.

## Beschreibung
Das dreigeschossige Wohnhaus wurde in Fachwerkbauweise errichtet und besitzt eine Grundfläche von ca. 12,4 × 10 Meter. Es ist kein freistehendes Gebäude, sondern wurde zwischen dem Wohnhaus Friedrich-Engels-Allee 142 und dem Wohnhaus Friedrich-Engels-Allee 148 errichtet.
Die Nordfassade des Gebäudes, Schauseite zur Straße, ist verschiefert und symmetrisch fünfachsig ausgeführt. Die Eingangstüre, zu der einer fünfstufigen Freitreppe führt, befindet sich in der mittleren Achse. Die Südfassade ist ebenfalls fünfachsig ausgeführt. Hier befand sich in früherer Zeit ein einachsiger, seitlicher und zweigeschossiger Fachwerkanbau.
Auf dem ausgebauten Satteldach sind zur Nordseite drei Dachgauben aufgesetzt.

## Geschichte
Das Gebäude wurde in den ersten Jahrzehnten des 19. Jahrhunderts errichtet. Damit gehört das Haus zur historischen Erstbebauung der Friedrich-Engels-Allee. Das Bauwerk wurde am 14. November 1989 als Baudenkmal in die Denkmalliste der Stadt Wuppertal eingetragen.